# 유홍림
유홍림(柳弘林, 1961년 12월 12일~)은 대한민국의 정치학자이자 교수이며 현재 서울대학교 총장(제28대)이다.

## 생애
충청북도 청주 출신으로 청주고등학교와 1984년 서울대학교 정치학과를 졸업하고 1986년 동 대학원에서 정치학 석사, 1989년 동 대학원 정치학과 박사과정 수료, 1994년 럿거스 대학교 대학원에서 정치학 박사학위를 받았다. 1995년에 서울대학교 사회과학대학 정치학과 조교수로 부임한 것을 시작으로 부교수(1999년~2006년), 정교수(2006년~2023년), 정치학과 학과장(2000년~2001년), 사회과학대학 학생담당 부학장(2002년~2004년), 사회과학대학 정치외교학부 정치학전공주임(2010년~2011년), 사회과학대학 정치외교학부 학부장(2016년~2018년), 사회과학대학 학장(2020년~2022년 1월) 등을 거쳤다.
학회 경력으로는 한국정치학회보 편집위원(2004년~2008년), 한국정치학회 부회장(2016년 1월~12월), 한국정치사상학회 회장(2017년~2018년) 등을 지낸 바 있고, 언론 분야에서는 중앙일보, 동아일보 객원 논설위원으로도 활동했다.
2022년 8월에는 제27대 오세정 총장의 임기가 막바지에 다다르고 있는 시점에서 간선제로 치러지는 서울대학교 총장 선거에 출마했는데 주요 공약으로는 실질적 자율화를 위한 정부와의 합의 및 신뢰 구축, ‘SNU 연구펀드’라는 자체 연구펀드를 조성하여 연구역량을 극대화, 관악-연건 캠퍼스 공간을 재구성해서 소통 공간과 환경 개선을 구축, 기본급 연 6%를 인상하는 교원 급여 체계 개편 등을 내걸었다. 같은 해 10월 8일 총장추천위원회에서 교직원과 학생들로 구성된 정책평가단 투표에서 1위를 기록했다. 10월 24일 서울대학교 이사회에서 총장 후보로 선출됨에 따라 이주호 교육부 장관의 제청을 거쳐 윤석열 대통령으로부터 임명장을 받은 뒤 2023년 2월 1일부터 제28대 서울대학교 총장으로서의 임기를 수행하게 됐다.

## 세부 전공·학설
서양정치사상사, 현대정치사상 등을 연구 테마로 내걸고 있다.

## 학력
- 청주고등학교
- 1984년: 서울대학교 정치학 학사
- 1986년: 서울대학교 대학원 정치학 석사
- 1989년: 서울대학교 대학원 정치학과(박사과정 수료)
- 1994년: 럿거스 대학교 대학원 정치학 박사

## 주요 경력
- 1995년 9월~1999년 9월: 서울대학교 사회과학대학 정치학과 조교수
- 1999년 10월~2006년 3월: 서울대학교 사회과학대학 정치학과 부교수
- 2000년 7월~2001년 7월: 서울대학교 사회과학대학 정치학과 학과장
- 2000년 1월~2009년 12월: New Political Science 편집위원
- 2001년 8월~2002년 8월: 하버드 대학교 옌칭연구소 방문학자
- 2002년 8월~2004년 7월: 서울대학교 사회과학대학 학생담당 부학장
- 2004년 1월~2008년 12월: 한국정치학회보 편집위원
- 2006년 3월~2008년 2월: 서울대학교 사회과학도서관 관장
- 2006년 4월~2023년 1월: 서울대학교 사회과학대학 정치외교학부 교수
- 2009년 1월~2010년 1월: 럿거스 대학교 정치학과 방문교수
- 2010년 3월~2011년 7월: 서울대학교 사회과학대학 정치외교학부 정치학전공주임
- 2010년 10월~2014년 10월: 서울대학교 기초교육위원회 위원
- 2010년 11월~2011년 4월: 서울대학교 발전실행위원회 위원
- 2011년 4월~2012년 1월: 국립대학법인 서울대학교 설립준비실행위원회 운영체제분과위원
- 2012년 8월~2015년 7월: 서울대학교 대학신문사 주간
- 2013년 3월~2015년 2월: 서울대학교 기록관 관장
- 2016년 1월~2016년 12월: 한국정치학회 부회장
- 2016년 4월~2020년 1월: 서울대학교 기초학문진흥위원회 위원
- 2016년 9월~2018년 8월: 서울대학교 사회과학대학 정치외교학부 학부장
- 2017년 6월~2018년 6월: 한국정치사상학회 회장
- 2020년 1월~2022년 1월: 서울대학교 사회과학대학 학장
- 서울대학교 국가미래전략원 민주주의 클러스터 책임교수
- 2023년 2월~현재: 제28대 서울대학교 총장[2][3]
- 2023년 2월~현재: 국립대학법인 서울대학교 이사(당연직)
- 2023년 2월~현재: 서울대학교 총동창회 명예회장
- 2023년 2월~현재: 재단법인 신양문화재단 이사장(제5대)
- 2023년 2월~현재: 재단법인 서울대학교발전재단 이사장[주 1]

### 기타 경력
- 동아일보 객원 논설위원

## 저서
단독 저서
- 유홍림 (2003년). 《현대 정치사상 연구》. 인간사랑. ISBN 9788974181512.

공저
- 유홍림; 김기현; 김주형; 민기복; 이지현; 장원철 (2022년). 《대학의 미래(서울대학교 사회과학연구원 학제간연구총서 3)》. 인간사랑. ISBN 9788974184322.
- 최명; 김학준; 윤영오; 최상용; 김홍우; 양승태; 임혁백; 정윤재; 김용민; 김동수; 이삼성; 유홍림; 이종은; 이동수; 김남국; 박현모 (2021년). 《정치사상과 사회발전 - 이홍구 선생 미수 기념 문집》. 중앙북스. ISBN 9788927812623.
- 김병곤; 김비환; 김선욱; 김종법; 김주형; 김희강; 박동천; 박성우; 박의경; 서병훈; 손민석; 유홍림; 윤비; 이동수; 장동진; 정인경; 최일성; 표광민; 홍철기; 최순영 (2020년). 《현대정치의 위기와 비전 - 니체에서 현재까지》. 아카넷. ISBN 9788957336694.
- 서울대학교 정치외교학부 정치학 전공 교수진 (2019년). 《정치학의 이해》. 박영사. ISBN 9791130307190.
- 조흥식; 유홍림; 이지순; 송호근; 김명언 (2014년). 《한국의 지속가능한 발전전략과 정책 대안》. 서울대학교출판문화원. ISBN 9788952116277.
- 백창재; 유홍림; 임경훈; 정병기; 김남국 (2012년). 《근대 탈근대 정치의 이해》. 인간사랑. ISBN 9788974180652.
- 서병훈; 김은실; 이동수; 박성우; 김동하; 유홍림; 김경희; 김용민; 박의경; 공진성; 김병곤; 윤비; 이화용; 전경옥 (2011년). 《서양 고대 중세 정치사상사 - 아테네 민주주의에서 르네상스까지》. 책세상. ISBN 9788970137919.
- 김비환; 유홍림; 김범수; 홍원표; 곽준혁 (2010년). 《인권의 정치사상》. 이학사. ISBN 9788961471404.

## 논문
- 석사 학위 논문: 《G. Lukacs의 資本主義社會批判에 關한 硏究 : '物化'와 '革命'에 關한 理論을 中心으로》(서울大學校 大學院 : 政治學科 1986) ※관련 링크
- 박사 학위 논문: 《The politics of ethical discourse》(Rutgers, The State University of New Jersey : Political science 1994) ※관련 링크
- 《Sources of the Communitarian Ethics》 New Political Science, 1996
- 《Ethics of Ambiguity and Irony》 Human Studies, 2001
- 《공화주의 전통의 현대적 의의》, 『한국정치연구』, 2018
- 《이사야 벌린(Isaiah Berlin)의 ‘현실감각’》, 『정치사상연구』, 2019

## 방송
- 《백 년의 큰 약속, 교육의 길을 묻다》 EBS 1TV(2023년)

### 주해
1. ↑  기존의 재단 명칭인 ‘재단법인 서울대학교발전기금’에서 2023년 7월에 현재의 재단 명칭으로 변경됐다.

### 출전
1. 1 2 3  윤지은 (2024년 4월 22일). “[Who Is ?] 유홍림 서울대학교 총장”. 《비즈니스포스트》. 2024년 4월 22일에 확인함.
2. 1 2  박원석 (2022년 10월 25일). “서울대 이사회 제28대 총장 최종후보자에 사회과학대학 유홍림 교수 선출”. 《베리타스알파》. 2023년 1월 7일에 확인함.
3. 1 2  강일구 (2022년 10월 25일). “서울대 제28대 총장 후보자에 유홍림 교수 선출”. 《교수신문》. 2023년 1월 7일에 확인함.
4. ↑  임헌정 (2023년 2월 8일). “임명장 받은 유홍림 서울대 총장”. 《연합뉴스》. 2023년 2월 8일에 확인함.
5. ↑  전지현 (2023년 2월 8일). “유홍림 서울대 총장 취임사 “엄중한 책임 앞에 일대 혁신 꾀하겠다””. 《경향신문》. 2023년 2월 8일에 확인함.